# Знаки отличия президента Украины
Знаки отличия президента Украины (ордена, медали, звёзды и кресты) и отличия президента Украины (другие виды наград) — награды, учреждённые президентом Украины; государственные награды Украины (с 2000 года).
В украинском языке используется одно название, независимо от типа награды — укр. відзнака президента України.

## Законодательство об отличиях (знаках отличия) президента Украины
Законом Украины «Про внесение изменений и дополнений в Конституцию (Основной Закон) Украины» от 14 февраля 1992 года в Конституцию (Основной Закон) Украины 1978 года была внесена норма, в соответствии с которой президент Украины учреждает президентские отличия (знаки отличия) и награждает ими (ст. 114-5). В соответствии с Конституцией Украины 1996 года, президент Украины награждает государственными наградами, учреждает президентские отличия (знаки отличия) и награждает ими (ст. 106; но этими полномочиями согласно ст. 112 не обладает и. о. президента); вместе с тем, установлено, что государственные награды устанавливаются исключительно законами Украины (ст. 92).
Президенты Украины Л. М. Кравчук и Л. Д. Кучма своими Указами учреждали отличия и знаки отличия президента Украины и награждали ими.
16 марта 2000 года Верховная Рада Украины приняла закон «О государственных наградах Украины». Практически все действующие на момент принятия закона отличия и знаки отличия президента Украины стали отдельными государственными наградами, уже без статуса отличий (знаков отличия) президента. Законом также было рекомендовано президенту Украины привести свои указы в соответствие с этим Законом. Вопреки этому, президент Л. Д. Кучма внёс изменения в указы (и утверждённые указами уставы, положения и описания наград) только относительно некоторых наград; для остальных продолжают действовать нормы указов соответствующих отличий (знаков отличия) президента Украины.
Вместе с тем, законом было установлено, что одним из видов государственных наград является президентский знак отличия (президентское отличие). В дальнейшем президентами Украины Л. Д. Кучмой, В. А. Ющенко, В. Ф. Януковичем и П. А. Порошенко были учреждены новые президентские знаки отличия, которые, таким образом, имеют статус государственных наград.

## Список отличий и знаков отличия президента Украины
Отличия и знаки отличия президента Украины приведены в хронологическом порядке их учреждения.
| Название | Ст.          | Дата учреждения  | Знак отличия президента Украины — преемник                                    | Ст.              | Дата учреждения нового знака отличия |
| Президент Украины Л. М. Кравчук                                                                                                  |              |                  |                                                                               |                  |                                      |
| Почётный знак отличия президента Украины                                                                                         |              | 18 августа 1992  | знак отличия президента Украины — орден «За заслуги»                          | I-III            | 22 сентября 1996                     |
| Президент Украины Л. Д. Кучма |              |                  |                                                                               |                  |                                      |
| Знаки отличия президента Украины «За мужество» — звезда «За мужество» и крест «За мужество»                                      |              | 29 апреля 1995   | знак отличия президента Украины — орден «За мужество»                         | I-III            | 21 августа 1996                      |
| Название | Ст.          | Дата учреждения  | Государственная награда Украины — преемник с 16 марта 2000                    | Ст.              | Дата подписания нового Указа         |
| Президент Украины Л. Д. Кучма |              |                  |                                                                               |                  |                                      |
| отличие президента Украины «Именное огнестрельное оружие»                                                                        |              | 29 апреля 1995   | отличие «Именное огнестрельное оружие»                                        |                  |                                      |
| знак отличия президента Украины «Орден Богдана Хмельницкого»                                                                     | I-III        | 3 мая 1995       | орден Богдана Хмельницкого                                                    | I-III            | 30 января 2004                       |
| знак отличия президента Украины «Орден князя Ярослава Мудрого»                                                                   | I-V          | 23 августа 1995  | орден князя Ярослава Мудрого                                                  | I-V              |                                      |
| знак отличия президента Украины — орден «За мужество»                                                                            | I-III        | 21 августа 1996  | орден «За мужество»                                                           | I-III            |                                      |
| знак отличия президента Украины — орден «За заслуги»                                                                             | I-III        | 22 сентября 1996 | орден «За заслуги»                                                            | I-III            |                                      |
| знак отличия президента Украины — медаль «За военную службу Украине»                                                             |              | 5 октября 1996   | медаль «За военную службу Украине»                                            |                  |                                      |
| знак отличия президента Украины — медаль «За безупречную службу»                                                                 | I-III        | 5 октября 1996   | медаль «За безупречную службу»                                                | I-III            |                                      |
| знак отличия президента Украины «Орден княгини Ольги»                                                                            | I-III        | 15 августа 1997  | орден княгини Ольги                                                           | I-III            |                                      |
| отличие президента Украины «Герой Украины» (с вручением ордена «Золотая Звезда» или ордена Державы)                              |              | 23 августа 1998  | звание Герой Украины (с вручением ордена «Золотая Звезда» или ордена Державы) |                  | 2 декабря 2002                       |
| отличие президента Украины — почётная грамота президента Украины за активную благотворительную деятельность в гуманитарной сфере |              | 20 июля 1999     |                                                                               |                  |                                      |
| отличие президента Украины — почётное звание «Заслуженный лесовод Украины»                                                       |              | 17 сентября 1999 | почётное звание «Заслуженный лесовод Украины»                                 |                  | 29 июня 2001                         |
| знак отличия президента Украины — медаль «Защитнику Отчизны»                                                                     |              | 8 октября 1999   | медаль «Защитнику Отчизны»                                                    |                  | 30 января 2015                       |
| отличие президента України — почётное звание «Заслуженный работник социальной сферы Украины»                                     |              | 30 октября 1999  | почётное звание «Заслуженный работник социальной сферы Украины»               |                  | 29 июня 2001                         |
| 16 марта 2000 г. Верховная Рада Украины приняла закон «О государственных наградах Украины»                                       |              |                  |                                                                               |                  |                                      |
| Название | Ст.          | Дата учреждения  | Дата учреждения                                                               | Дата учреждения  | Дата учреждения                      |
| Президент Украины Л. Д. Кучма |              |                  |                                                                               |                  |                                      |
| знак отличия президента Украины — медаль «За труд и победу»                                                                      |              | 16 мая 2001      | 16 мая 2001                                                                   | 16 мая 2001      | 16 мая 2001                          |
| знак отличия президента Украины — юбилейная медаль «60 лет освобождения Украины от фашистских захватчиков»                       |              | 17 сентября 2004 | 17 сентября 2004                                                              | 17 сентября 2004 | 17 сентября 2004                     |
| Президент Украины В. А. Ющенко                                                                                                   |              |                  |                                                                               |                  |                                      |
| знак отличия президента Украины — Крест Ивана Мазепы                                                                             |              | 26 марта 2009    | 26 марта 2009                                                                 | 26 марта 2009    | 26 марта 2009                        |
| Президент Украины В. Ф. Янукович                                                                                                 |              |                  |                                                                               |                  |                                      |
| знак отличия президента Украины — юбилейная медаль «20 лет независимости Украины»                                                |              | 30 мая 2011      | 30 мая 2011                                                                   | 30 мая 2011      | 30 мая 2011                          |
| знак отличия президента Украины — памятная медаль «25 лет вывода войск из Афганистана»                                           |              | 14 февраля 2014  | 14 февраля 2014                                                               | 14 февраля 2014  | 14 февраля 2014                      |
| Президент Украины П. А. Порошенко                                                                                                |              |                  |                                                                               |                  |                                      |
| знак отличия президента Украины — медаль «70 лет освобождения Украины от фашистских захватчиков»                                 |              | 28 октября 2014  | 28 октября 2014                                                               | 28 октября 2014  | 28 октября 2014                      |
| знак отличия президента Украины — юбилейная медаль «70 лет Победы над нацизмом»                                                  |              | 29 апреля 2015   | 29 апреля 2015                                                                | 29 апреля 2015   | 29 апреля 2015                       |
| знак отличия президента Украины — юбилейная медаль «25 лет независимости Украины»                                                |              | 17 февраля 2016  | 17 февраля 2016                                                               | 17 февраля 2016  | 17 февраля 2016                      |
| знак отличия президента Украины «За участие в антитеррористической операции»                                                     |              | 17 февраля 2016  | 17 февраля 2016                                                               | 17 февраля 2016  | 17 февраля 2016                      |
| знак отличия президента Украины «За гуманитарное участие в антитеррористической операции»                                        |              | 17 февраля 2016  | 17 февраля 2016                                                               | 17 февраля 2016  | 17 февраля 2016                      |
| Президент Украины В. О. Зеленский                                                                                                |              |                  |                                                                               |                  |                                      |
| знак отличия президента Украины «Национальная легенда Украины»                                                                   | 14 июля 2021 | 14 июля 2021     | 14 июля 2021                                                                  | 14 июля 2021     |                                      |

В таблице в столбике «Ст.» указано количество установленных степеней награды (при их наличии): I—III — награда I,II,III степени; I—V — награда I,II,III,IV,V степени; высшей степенью награды является І ст.

## Прекращение награждения знаками отличия президента Украины

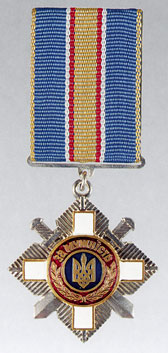
Знак отличия президента Украины крест «За мужество»

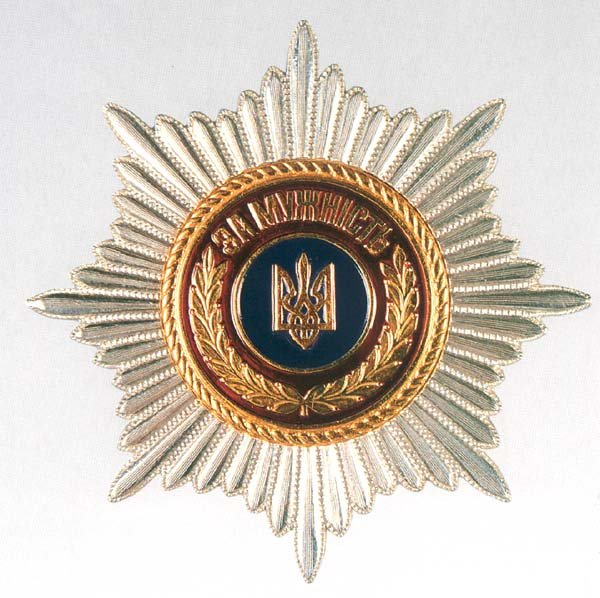
Знак отличия президента Украины звезда «За мужество»

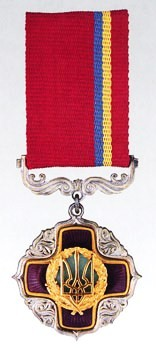
Почётный знак отличия президента Украины

- Почётный знак отличия президента Украины

В связи с учреждением в 1996 г. ордена «За заслуги» прекращено награждение Почётным знаком отличия президента Украины. Лица, награждённые Почётным знаком отличия президента Украины приравниваются к награждённым орденом «За заслуги», именуются кавалерами ордена «За заслуги» и сохраняют право ношения вручённых им Почётных знаков отличия президента Украины.
- Знаки отличия Президента Украины — звезда «За мужество» и крест «За мужество»

В связи с учреждением в 1996 г. ордена «За мужество» прекращено награждение знаками отличия президента Украины — звездой «За мужество» и крестом «За мужество». Лица, награждённые знаками отличия президента Украины — звездой «За мужество», крестом «За мужество» приравниваются к награждённым орденом «За мужество», признаются кавалерами ордена «За мужество», сохраняя право ношения врученных им знаков отличий.
- Отличия и знаки отличия президента Украины, учреждённые до принятия закона «О государственных наградах Украины» (кроме Почётной Грамоты)

В связи с предоставлением законом отличиям и знакам отличия президента Украины статуса отдельных государственных наград, награждения этими отличиями (знаками отличия) президента Украины прекращено.

## Знаки отличия президента Украины на почтовых марках
- ордена «За заслуги»,
«Богдана Хмельницкого»,
«За мужество»;
медали «За военную службу Украине»
«За безупречную службу»

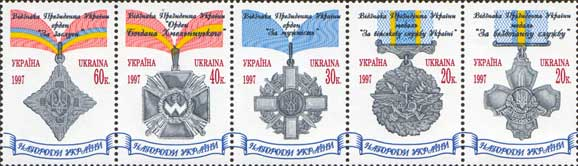
ордена «За заслуги», «Богдана Хмельницкого», «За мужество»; медали «За военную службу Украине» «За безупречную службу»
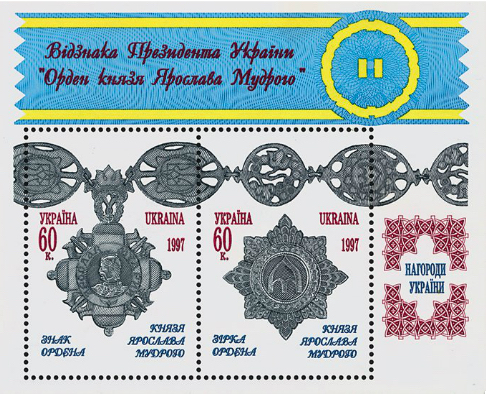
«Орден князя Ярослава Мудрого»
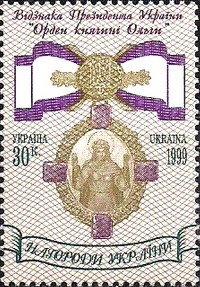
«Орден княгини Ольги»
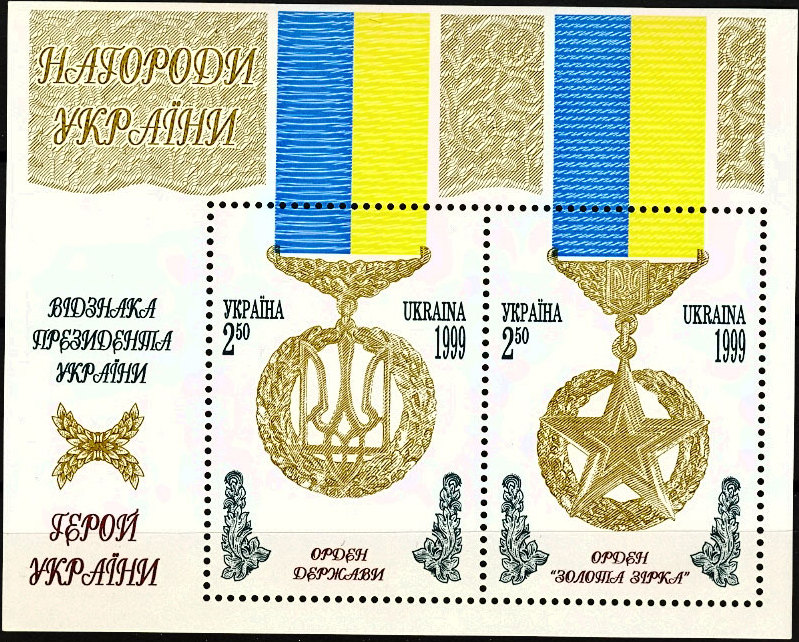
«Герой Украины»